# .44 Magnum

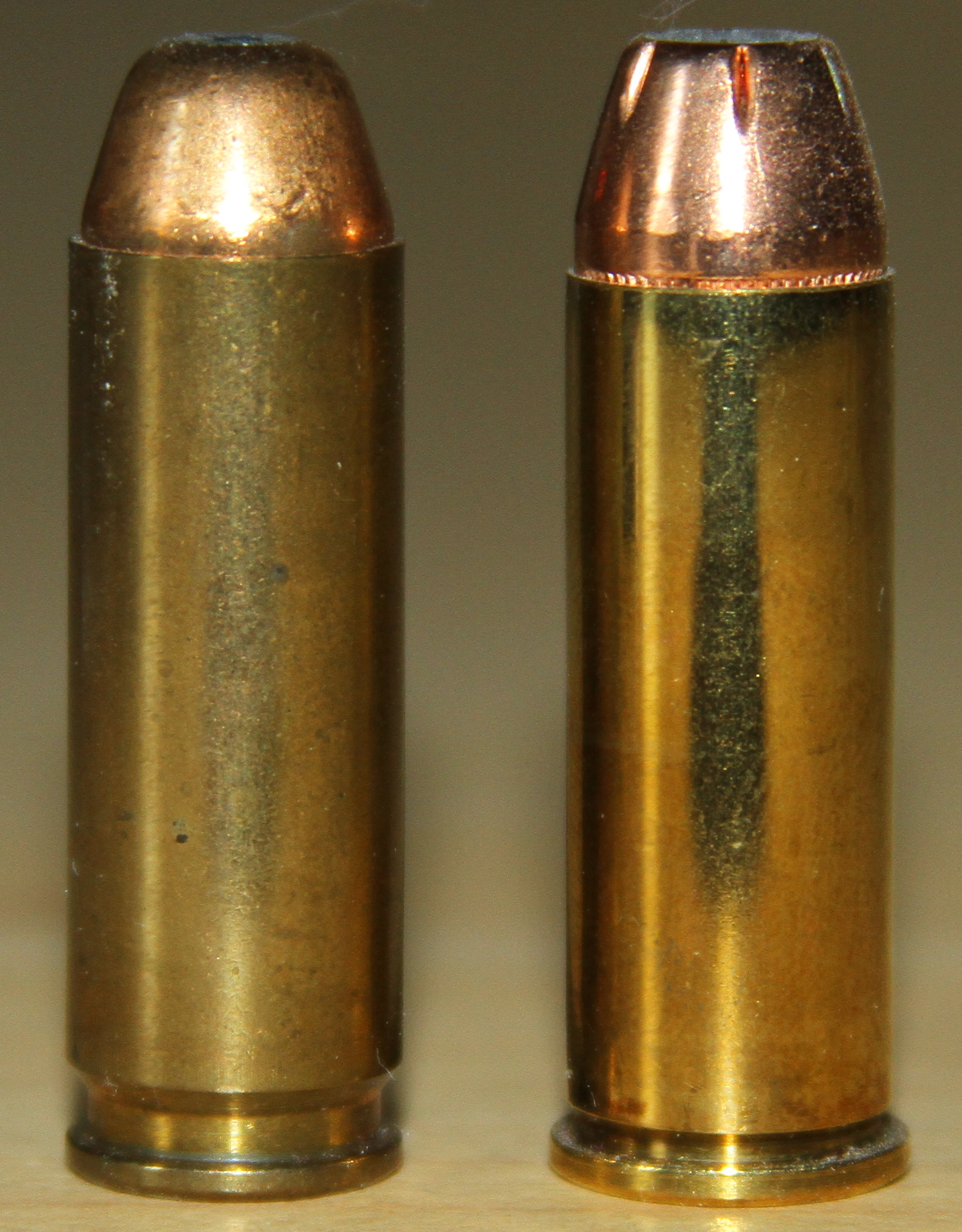

De .44 Magnum-patroon werd voor het eerst geïntroduceerd in 1964, samen met de Smith & Wesson Model 29 revolver. De ontwikkeling van deze patroon is mede te danken aan een groepje fanatieke schutters, dat op zoek was naar de ideale patroon. Deze patroon moest de volgende eigenschappen hebben: een goede combinatie tussen een lange schootsafstand, precisie en kogelenergie. Voor een tijdje was de .44 Magnum-patroon de krachtigste vuistvuurwapenpatroon. Deze patroon is nog steeds populair bij mensen die op middelgroot tot grof wild jagen, waaronder vooral de ijsbeerjagers. 

Voor politiepistolen is dit kaliber nooit nuttig geweest. Dit komt mede door de indrukwekkende mondingsvlam en terugslag. 
In de film Dirty Harry werd dit kaliber gebruikt door Clint Eastwood en noemt hij het: "the most powerful handgun [cartridge] in the world".

## Kracht
| Merk       | Massa (gram) | Type            | VO (m/s) | EO (joule) |
| ---------- | ------------ | --------------- | -------- | ---------- |
| Federal    | 11,7         | Hi-Shok JHP     | 491      | 1410       |
| Hornady    | 11,7         | JHP-XTP         | 491      | 1410       |
| Remington  | 11,7         | Semi-JHP        | 491      | 1410       |
| Hornady    | 13,0         | JHP-XTP         | 457      | 1358       |
| Winchester | 13,6         | Silvertip-HP    | 381      | 0989       |
| Federal    | 15,6         | Hydra-Shok-JHP  | 360      | 1010       |
| Hornady    | 15,6         | JHP-XTP         | 412      | 1324       |
| Magtech    | 15,6         | Semi-Jsp        | 360      | 1010       |
| Remington  | 15,6         | Semi-JHP        | 360      | 1010       |
| Federal    | 16,2         | FMJ Prof. Match | 360      | 1050       |
| Winchester | 16,2         | Partition Gold  | 375      | 1139       |
| Remington  | 17,8         | JHP Core-Lokt   | 376      | 1258       |